# Bernard Blandre
Bernard Blandre est un enseignant retraité du secondaire français. Travaillant sur les Témoins de Jéhovah, l'adventisme et l'Église de Jésus-Christ des saints des derniers jours, il publie ses premiers articles dans la Revue de l’Histoire des Religions  et le Bulletin de la Société Lorraine d’Études Locales à partir de 1975. À la suite de sa rencontre avec Gérard Dagon, il est cofondateur de l’Association d'étude et d'information sur les mouvements religieux (AEIMR) en 1979 et directeur de publication de son bulletin Mouvements religieux fondé en 1980, dans lequel il publie l’essentiel de ses articles.

## Œuvre

### Livres
- Les Témoins de Jéhovah, Éditions Brepols, 1991, 198 p. (ISBN 978-2-503-50064-5)
- Les Témoins de Jéhovah, un siècle d'histoire, Éditions Desclée de Brouwer, 1987 (ISBN 978-2-220-02640-4)
- Les Témoins de Jéhovah : leurs aïeux et leurs cousins spirituels, Editions Universitaires Européennes, 2017
- Philadelphie. La secte des Dupont de Ligonnès, association d'étude et d'information sur les mouvements religieux  (ISBN 979-10-90239-93-7) 2021
- La préhistoire des témoins de Jéhovah, Sarreguemines, Association d'étude et d'information sur les mouvements religieux  (ISBN 979-10-415-2080-0)

### Brochures
- "Attentes et débats 1873-1919 — Aux origines des Étudiants de la Bible et des Témoins de Jéhovah", AEIMR, Cahier, mars-mai 1988, n° 95—97[2]
- "Les débuts de l'Adventisme", AEIMR, Cahier, mars-avril 1989, n° 107-108[3]
- "Les Recherches généalogiques des Mormons", AEIMR, Cahier, avril-mai 1990, n° 120-121
- "L'Église Adventiste du Septième Jour - 1844-1920", AEIMR, Cahier, mai-juin 1991, n° 133-134[4]
- "Les Témoins de Jéhovah", AEIMR, Cahier, mai-juin 1995, n° 181-182
- "Aux marges du catholicisme (Medjugorje, Association Ave Maria de l'Enfant Jésus)", AEIMR, cahier 2017
- La nébuleuse païenne moderne, AEIMR, cahier hors-série, 2022
- Des héritiers du jansénisme convulsionnaire : Les cousines et les cousins de La Famille, AEIMR, cahier hors-série, 2023
- Le Livre de Mormon, AEIMR, cahier hors-série, 2024

### Articles
- "Russell, Barbour et le retour de Jésus en 1874", Revue de l'histoire des religions, 1979, vol. 195, n°1, pp. 55—67[5]
- "Le Jour de Jéhovah. La crise économique de 1873 et la relance du millénarisme par Russell", Revue de l'histoire des religions, 1980, vol. 197, n°2, pp. 191—200[6]
- "La première brochure de Russell", Revue de l'histoire des religions, 1982, vol. 199, n°4, pp. 405—15[7]
- "Russell et le blé miraculeux", Revue de l'histoire des religions, 1988, vol. 205, n°2, pp. 181—93[8]
- "Unité francophone de Haute Métaphysique et de Métaphysique opératoire, Mouvements Religieux, juillet-août 2023,p. 10-18 ISSN 0242-7931
- Olivier Manitara et les "esséniens", Mouvements Religieux, mars-avril 2024, p. 6-24 ISSN 0242-7931